# Acul-du-Nord
Acul-du-Nord (Akil dinò en créole haïtien) est une commune d'Haïti située dans le département du Nord d'Haïti, et le chef-lieu de l'arrondissement d'Acul-du-Nord.

## Géographie
La ville de l'Acul-du-Nord est située à deux kilomètres au Sud de la baie de l'Acul ainsi qu'à une dizaine de kilomètres au Sud-Ouest de la ville de Cap-Haïtien.

## Démographie
La commune est peuplée de 50 844 habitants(recensement par estimation de 2009).

## Histoire
La paroisse de Camp Louise est fondée en 1699 par le gouverneur de Saint-Domingue, Joseph d'Honon de Gallifet. La paroisse prend le nom de l'Acul après 1730.

### Habitation d'Héricourt-Noé aux Manquets
En 1772, Louis-Pantaléon de Noé et son cousin, Louis-François-Pantaléon du Trousset, chevalier d'Héricourt mettent en commun leurs biens situés dans le canton des Manquets, lui même dans le quartier de l'Acul-du-Nord. Ils constituent ainsi l'habitation d'Héricourt-Noé. C'est une grande exploitation sucrière, dont la surface totale est d'environ 700 hectares, une des plus étendues de la région. La canne à sucre y est cultivée, broyée (dans des moulins) et transformée en sucre (par chauffage) par des esclaves, au prix d'un travail exténuant. En 1774, les deux associés possèdent plus de 400 esclaves sur leur plantation.

Les habitations des Bréda et de leurs alliés vers 1750.

Ensuite, la surface plantée en canne à sucre dans la plantation d'Héricourt-Noé aux Manquets augmente, passant d'environ 200 hectares en 1780 à environ 340 hectares en 1791. La production annuelle de sucre varie d'environ 180 tonnes en 1780 à environ 260 tonnes les autres années. La plantation rapporte au moins 30 000 livres par an au comte de Noé. Les sources ne permettent pas de connaître précisément le vécu des esclaves, mais il apparaît qu'ils sont mal nourris, essentiellement de bananes-légumes et autres féculents, mal vêtus, mal logés dans des cases construites à l'économie, assujettis à un travail éreintant pour lequel ils ne sont pas assez nombreux. Ils ont par conséquent une santé précaire et les épidémies semblent fréquentes. Les esclaves résistent comme ils le peuvent, notamment en se livrant au marronnage, temporaire ou plus long.
Il semble que c'est dans l'habitation Héricourt-Noé aux Manquets qu'a commencé la révolte des esclaves de Saint-Domingue, dans la nuit du 22 au 23 août 1791. Cette habitation est affermée par Toussaint Louverture le 13 février 1797. Les ex-esclaves deviennent des cultivateurs salariés. Ils sont alors environ 170. Après l'arrestation de Toussaint Louverture en juin 1802, l'habitation d'Héricourt-Noé est mise sous séquestre.
Selon une étude menée en 2005, l'habitation d'Héricourt-Noé se situe dans une zone boisée et exploitée en agriculture vivrière. Il en reste des vestiges de bâtiments et des monticules qui laissent supposer d'autres restes de construction.

## Administration
La commune est composée de 6 sections communales :
| - Camp-Louise (dont le quartier « Camp-Louise ») - Bas de l'Acul - Mornet | - Grande Ravine - Coupe à David - La Soufrière (dont le quartier « Soufrière ») |

## Économie
L'économie locale repose sur la culture du café, du riz et des fruits. Les apiculteurs locaux récoltent le miel dans des ruches aménagées.
Acul-du-Nord est également un port de pêche.